# Dendropanax lancifolius
Espèce
Statut de conservation UICN

 VU B1+2c : Vulnérable
Synonymes
- Arthrophyllum lancifolium Ridl.[1]

Dendropanax lancifolius est une espèce de plantes à fleurs du genre Dendropanax de la famille des Araliaceae.